# 矢大臣
矢大臣（やだいじん）は、 神社の随身門の左右に安置されている、随身の装束をした2神像のうち、向かって左方の弓矢をもっている神像。 

## 概略
神社の門守（かどもり）の神である。
闕腋袍を着て、巻纓の冠をかむり、緌をし、剣を佩き、弓箭を帯する。
箭を負うことから矢大臣といい、随身門を矢大臣門ということがある。
しかし大臣ではなく、看督長（かどのおさ）である随身である。
天石門別神をいうとも、天孫降臨のとき天忍日命および天久米命が、天石靭をとり、頭椎の大刀を佩き、天波十弓をとりもち、天真児矢をたばさみ、先に立ったさまをうつしたともいう。